# Kostaryka
Kostaryka (Costa Rica, hiszp. dosł. „bogate wybrzeże”, Republika Kostaryki – República de Costa Rica) – państwo w Ameryce Centralnej nad Morzem Karaibskim i Oceanem Spokojnym. Graniczy od północy z Nikaraguą na odcinku 309 km i od południa z Panamą – 330 km. Łączna długość wybrzeża karaibskiego i pacyficznego wynosi 1290 km.

## Geografia

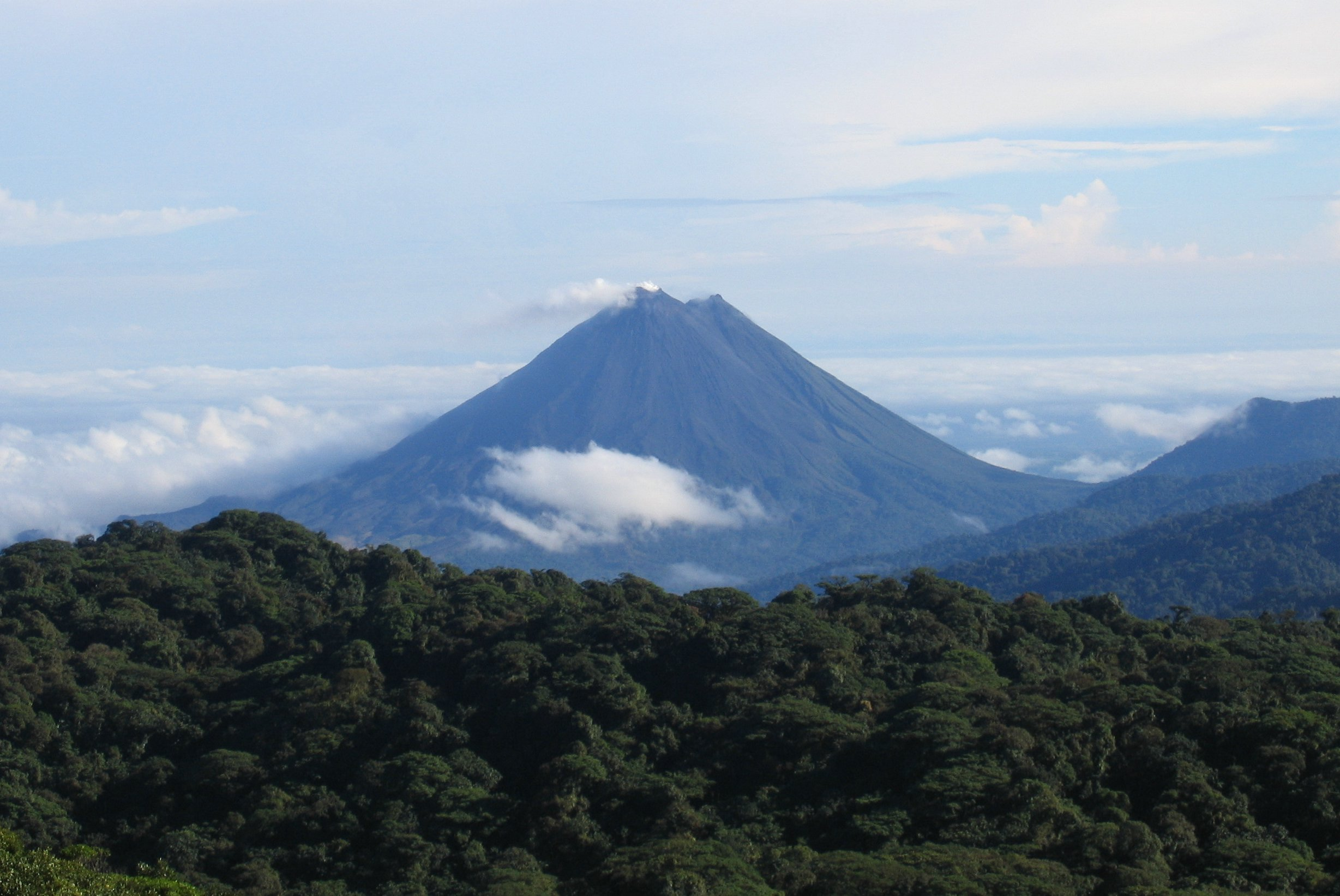
Wulkan Arenal

Kostaryka to kraj wyżynno-górzysty, położony w strefie aktywności sejsmicznej. Znajdują się tu także liczne wulkany, niektóre aktywne. Niziny występują jedynie na wybrzeżach oraz w dolinach większych rzek: San Juan, Tempisque i Cañas. Przez środek kraju biegną trzy główne pasma górskie: Cordillera de Guanacaste (wulkan Miravalles, 2021 m n.p.m.), Cordillera Central (wulkany Irazú, 3432 m n.p.m. i Turrialba, 3421 m n.p.m.) oraz Cordillera de Talamanca z najwyższym szczytem Kostaryki Chirripó Grande (3820 m n.p.m.). Między pasmami Cordillerą Central a C. de Talamanca znajduje się niewielka wyżyna Cartago, położona na wysokości 1400 m n.p.m. U podnóży Kordillery Centralnej rozciąga się zajmująca ok. 900 km² śródgórska kotlina Meseta Centralna. Tutaj ulokowała się stolica kraju San José i inne ważne miasta Kostaryki (Cartago, Alajuela, Heredia). W sumie mieszka tu ponad połowa mieszkańców kraju.
Wybrzeże karaibskie ma charakter niskiego wybrzeża lagunowego. Za to wybrzeże pacyficzne ma dobrze rozwiniętą linię brzegową z licznymi zatokami (Golfo Dulce, Bahía de Coronado, Nicoya, Papagayo). Rzeki Kostaryki są krótkie i bystre. Do największych rzek należą: San Juan (graniczna), Reventazón i Chirripó. Brak większych jezior, poza sztucznym zbiornikiem wodnym Arenal.
Klimat Kostaryki to klimat podrównikowy. Na wybrzeżu karaibskim wiatry pasatowe przynoszą obfite opady przez cały rok (2000–6000 mm rocznie). Natomiast po stronie pacyficznej opady są mniejsze (1000–2000 mm) i występują w okresie od maja do grudnia. W pozostałych miesiącach panuje susza. Średnie roczne temperatury wynoszą ok. 26 °C na wybrzeżu i 18–20 °C w głębi kraju, na większych wysokościach.

## Przyroda

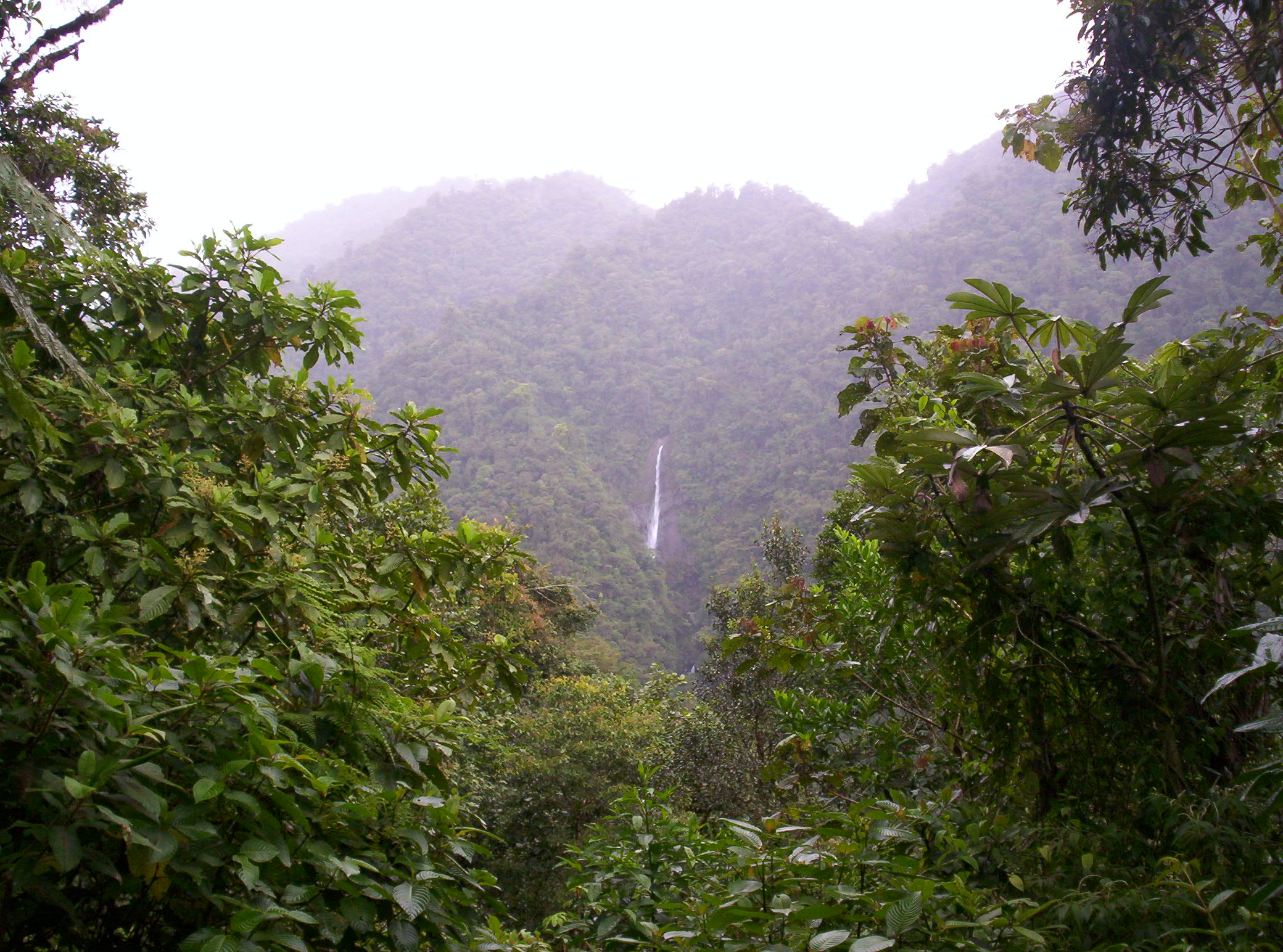
Roślinność w Parku Narodowym Tapantí

Przyroda Kostaryki cechuje się bogactwem zwierząt, grzybów i roślin, które występują na obszarze tego kraju położonego w Ameryce Centralnej. Kostaryka znajduje się w granicach krainy neotropikalnej charakteryzującej się dużą różnorodnością biologiczną. Na obszarze Kostaryki występuje ponad 500 tysięcy gatunków, co stanowi prawie 4% wszystkich szacowanych gatunków na całym świecie. Sprawia to, że Kostaryka jest jednym z 20 krajów o najwyższej różnorodności biologicznej na świecie. Z tych 500 tysięcy gatunków nieco ponad 300 tysięcy to owady. Dodatkowo różnorodność fauny w dużej mierze wynika z położenia geograficznego tego państwa pomiędzy kontynentami – Ameryką Północną i Południową. Kraj ten, wraz z sąsiednią Panamą, leżą na terenie, który 3-5 milionów lat temu stał się pomostem łączącym te dwa kontynenty. Fakt ten sprawił, że bardzo różne gatunki zwierząt, grzybów i roślin obu kontynentów mieszają się w tym miejscu.

## Historia
W okresie przedkolumbijskim, między 750 a 1500, na obszarze dzisiejszej Kostaryki rozwijały się kultury indiańskie. W 1502 do wybrzeża Kostaryki dotarł Krzysztof Kolumb, który spodziewał się tu odkryć legendarną krainę złota; nazwał to wybrzeże Costa Rica, czyli „bogate wybrzeże”. Obszar ten podbił w imieniu Hiszpanii Juan Vasquez de Coronado w latach 1561–1565. Założył on pierwszą stolicę Kostaryki Cartago. Już w czasie podboju de Coronado miejscowi Indianie występowali zbrojnie przeciwko Hiszpanom. Kolejne bunty w latach 1673 i 1709 spotkały się z ostrą reakcją kolonizatorów i doprowadziły do niemal całkowitej eksterminacji Indian. Kostaryka proklamowała niepodległość w 1821 i wraz z sąsiednimi republikami weszła w skład Stanów Zjednoczonych Ameryki Środkowej (lub inaczej: Zjednoczonych Prowincji Ameryki Środkowej). Od 1839 jest niezależną republiką. W 1871 przyjęta została konstytucja Kostaryki, która była później kilkakrotnie poprawiana. Pod koniec XIX wieku rząd wprowadził reformy liberalne w dziedzinie prawodawstwa i edukacji. Na początku XX wieku doszło do ustabilizowania sytuacji politycznej kraju. Po I wojnie światowej doszło do kryzysu gospodarczego, który zapoczątkował kilkuletni okres konfliktu. W latach 20. rywalizowały ze sobą organizacje katolickie, socjalistyczne, populistyczne i komunistyczne. W latach 30. sytuację w kraju pogorszył wybuch światowego kryzysu gospodarczego. Od lat 30. na znaczeniu zyskały środowiska komunistyczne, które rywalizowały z oligarchami ziemskimi i przemysłowymi. W 1940 roku prezydenturę objął Rafael Ángel Calderón Guardia z Partii Narodowo-Republikańskiej. Za jego prezydentury (1940-1944) przeprowadzono reformy społeczne i gospodarcze. Wprowadzono wówczas ograniczoną reformę rolną i system ubezpieczeń socjalnych. Politykę tę kontynuował sojusznik Guardii, Teodoro Picado Michalski, który objął rządy w 1944 roku. Polityk polskiego pochodzenia wygrał wybory z ramienia liberalnej partii Bloque de la Victoria. W 1946 stworzył Narodowy Instytut Geograficzny Kostaryki oraz niezawisły Trybunał Wyborczy. W dalszym ciągu współpracował ze swym poprzednikiem Rafaelem Ángelem Calderónem Guardią, będąc jego poplecznikiem. Sam zmagał się z ostrymi konfliktami politycznymi, które w owym czasie wstrząsały Kostaryką. Przetrwał kilka prób zamachu stanu. W końcu uzyskał poparcie partii komunistycznej, z którą w 1948 postanowił podjąć próbę przedłużenia swojej kadencji: w 1948 wybory prezydenckie wygrał Otilio Ulate Blanco, a wybory parlamentarne prokomunistyczne ugrupowanie Vanguardia, co wywołało niepokoje w armii. Guardia nakazał Picado Michalskiemu unieważnienie wyborów prezydenckich i pozostanie przy władzy, przez co w kraju wybuchła wojna domowa. Z siłami rządowymi i oddziałami komunistycznymi ścierała się Armia Wyzwolenia Narodowego. W wyniku wojny domowej prezydent Teodor Picado Michalski udał się na emigrację.
W 1949 nowy prezydent José Figueres Ferrer rozwiązał armię i od tej pory Kostaryka utrzymuje jedynie paramilitarną policję. Ferrer opowiadał się za przereformowaniem Kostaryki na wzór socjalistyczny. Rząd nadał prawa wyborcze kobietom i ludności murzyńskiej (unieważnienie zakazu opuszczania przez nią prowincji Limon), zagwarantował edukację publiczną dla wszystkich obywateli, zabronił dwukrotnego z rzędu kandydowania na urząd prezydenta kraju, upaństwowił banki, a także wprowadził instytucję Trybunału Wyborczego, mającego nadzorować przebieg każdych kolejnych przyszłych wyborów prezydenckich. W 1951 Figueres Ferrer stworzył socjaldemokratyczną Partię Wyzwolenia Narodowego (PLN). Lewicowy prezydent opiekował się prywatnym sektorem przemysłowym i stymulował rozwój zakładów państwowych. Rząd występował przeciwko Stanom Zjednoczonym, obwiniając ich władze o wspomaganie latynoamerykańskich dyktatur. Dał wyraz tej krytyce zbojkotowaniem w 1954 roku Międzyamerykańskiej Konferencji w Wenezueli. W tym samym roku rząd udzielił wsparcia nikaraguańskiemu przywódcy opozycji Emilianowi Chamorro Vargasowi, który zorganizował spisek mający na celu uprowadzenie tamtejszego dyktatora, Anastasia Somozy Garcíi. Po odkryciu spisku Somoza aresztował spiskowców, a dnia 11 stycznia 1954 roku zaatakował Kostarykę. Wojna okazała się sukcesem Kostaryki, która zadała nikaraguańskiej armii katastrofalne straty. Rząd udzielał też wsparcia kubańskim ruchom walczącym z dyktaturą Fulgencia Batisty aż do dojścia do władzy Fidela Castro. W latach 70. Kostaryka zbliżyła się do krajów bloku socjalistycznego: nawiązała stosunki dyplomatyczne z ZSRR (Kostaryka stała się pierwszym środkowoamerykańskim państwem, które to uczyniło) i NRD, a w 1973 – z Kubą. Przyjęła też wizytę rumuńskiego dyktatora Nicolae Ceaușescu. Poprawka do konstytucji pozwoliła represjonowanej dotychczas partii komunistycznej na uczestnictwo w wyborach. W 1972 Kostaryka znalazła nowy rynek zbytu na kawę w ZSRR.
W 1978 roku rządy lewicy zostały przerwane przez zwycięstwo kandydata prawicy w wyborach prezydenckich. Nowy prezydent Rodrigo Carazo Odio zbliżył kraj do Stanów Zjednoczonych oraz prowadził politykę napięć z rządzoną przez sandinistów Nikaraguą – pozwolił na stacjonowanie na terytorium Kostaryki oddziałów antyrządowej partyzantki contras, a także poparł akcje dyplomatycznej izolacji Nikaragui. Prezydent ograniczył ponadto zakres opieki socjalnej. Pod koniec lat 80. z kraju wydalono oddziały contras, a wsparcia udzielono pokojowej opozycji nikaraguańskiej. W latach 1990–1994 rządy sprawowali chadecy, po których do władzy wróciła Partia Wyzwolenia Narodowego.

## Podział administracyjny
Kostaryka dzieli się na 7 prowincji:
|            | Prowincja  | Stolica | Powierzchnia w km² | Ludność (2000) |
| ---------- | ---------- | ------- | ------------------ | -------------- |
| Alajuela   | Alajuela   | 9 754   | 716 286            |                |
| Cartago    | Cartago    | 3 125   | 432 395            |                |
| Guanacaste | Liberia    | 10 141  | 264 238            |                |
| Heredia    | Heredia    | 2 657   | 354 732            |                |
| Limón      | Limón      | 9 189   | 339 295            |                |
| Puntarenas | Puntarenas | 11 226  | 357 483            |                |
| San José   | San José   | 4 960   | 1 345 750          |                |

## Gospodarka

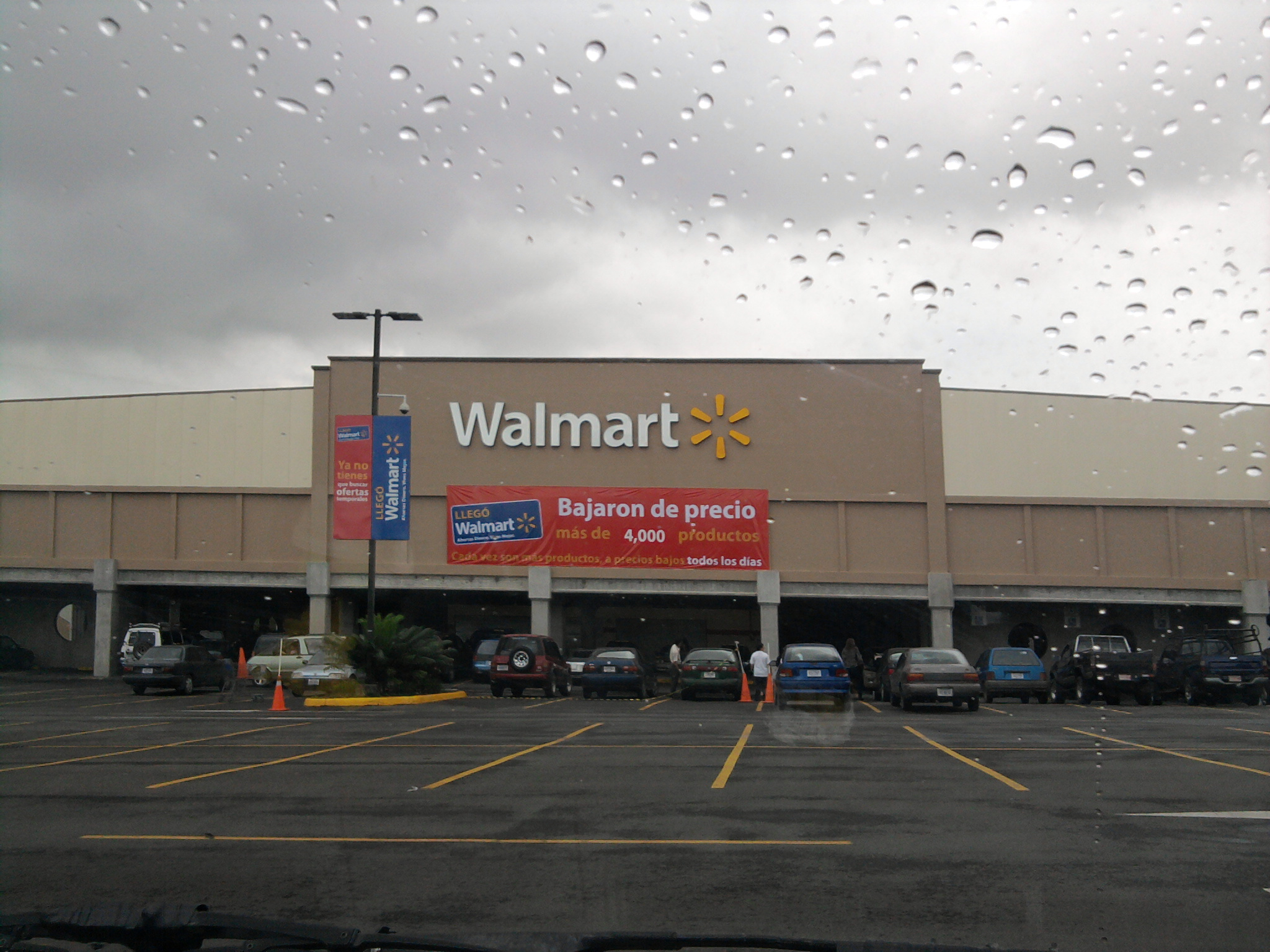
Market Wal-Mart w Cartago

Napędzana przez ukierunkowaną na zewnątrz strategię wzrostu w latach 80. gospodarka Kostaryki w ciągu ostatnich 15 lat, rosła o ok. 4,2% rocznie, przekraczając średni wzrost wielu innych gospodarek w regionie (INEC, 2016). Bezrobocie było niskie, średnio do 5% (do 2008 r.), ale gwałtownie wzrosło po globalnym kryzysie gospodarczym, następnie konsekwentnie utrzymywało się na poziomie ok. 8%.
Niezależnie od wpływu kryzysu Kostaryka osiągnęła wyższy poziom życia i niższy poziom ubóstwa niż inne kraje w regionie, z dochodem na mieszkańca w wysokości 15 377 USD – według parytetu siły nabywczej (PPP) – w roku 2015. Jednak nierówności, mierzone współczynnikiem Giniego, wzrosły w ciągu ostatnich 20 lat, osiągając 0,49 w roku 2012.
Kostaryka ma solidne perspektywy inwestycyjne głównie dzięki wysokiemu poziomowi kapitału ludzkiego. Ponad dwie trzecie napływu bezpośrednich inwestycji zagranicznych (BIZ) pochodzi z USA. Amerykańskie firmy spożywcze, restauracje i sieci supermarketów odniosły duży sukces w Kostaryce i mają silną obecność w tym kraju. Odnotowano również wzrost importu produktów konsumpcyjnych o wysokiej wartości z USA. W Kostaryce istnieje pięć głównych sieci supermarketów, w tym Wal-Mart (Stany Zjednoczone), Gessa (Kostaryka), AutoMercado (Kostaryka), PriceSmart (Stany Zjednoczone) i Megasuper (Kolumbia).

### Turystyka
Turystyka jest największą branżą w kraju, zatrudniającą ponad 13% siły roboczej. Ekoturystyka stanowi prawie 40% przychodów branży w typowym roku. Szacuje się, że 26% obszarów Kostaryki składa się z rezerwatów przyrody i systemów parkowych, które pomagają chronić znaczną część światowej różnorodności biologicznej i rozwijającego się przemysłu ekoturystycznego. Rzeczywista wartość przychodów z turystyki wzrosła o 3,6% w 2015 r., a w 2016 r. oczekiwano wzrostu o 2,3%. Sektor turystyczny był odpowiedzialny za ponad 2,8 miliarda USD przychodów w 2015 roku i zatrudnia około 600 tys. osób poprzez bezpośrednie i pośrednie zatrudnienie.

### Rolnictwo

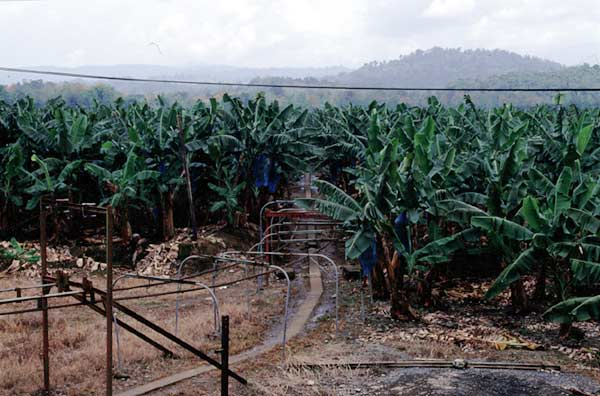
Plantacja bananów

Udział rolnictwa w PKB, z powodu przemian strukturalnych w gospodarce kraju spadł w ciągu ostatnich dwóch dekad – z 13,7% w 1995 roku, do 5,6% w roku 2013. W tym samym okresie z 21,4% do 12,7% zmniejszył się również udział rolnictwa w zatrudnieniu. Pomimo tego spadku sektor rolny pozostaje drugim co do wielkości źródłem zatrudnienia w Kostaryce, co podkreśla jego centralną rolę na obszarach wiejskich.
Kostaryka odnosi szczególne sukcesy w eksporcie nowych upraw, takich jak ananasy, gdzie jest wiodącym eksporterem z udziałem na rynku światowym wynoszącym 55% w roku 2015. A także nadal skutecznie eksportuje bardziej tradycyjne uprawy, takie jak: banany, kawa i cukier. Produkty przetworzone – w szczególności sok ananasowy (19,5% w 2015), syropy i koncentraty – są również powszechne.
Głównym miejscem przeznaczenia eksportu rolno-spożywczego Kostaryki są Stany Zjednoczone (35% w 2015 r.). Szybko rośnie również eksport do krajów Ameryki Łacińskiej (26%).

### Emisja gazów cieplarnianych
Emisja równoważnika dwutlenku węgla z Kostaryki wyniosła w 1990 roku 8,963 Mt, z czego tylko 2,913 Mt stanowił dwutlenek węgla, a resztę metan i w mniejszym stopniu podtlenek azotu. W przeliczeniu na mieszkańca emisja wyniosła wówczas 941 kg dwutlenku węgla, a w przeliczeniu na 1000 dolarów PKB 121 kg. W następnych latach emisje gazów stopniowo, choć nierównomiernie, rosły. W niektórych latach emisje głównych gazów, zwłaszcza metanu, malały, przez co ogólny wzrost emisji jest stosunkowo niewielki. Przez cały czas przytłaczająca większość emisji dwutlenku węgla była emitowana przez transport, podczas gdy emisje z energetyki były marginalne. W 2018 emisja dwutlenku węgla pochodzenia kopalnego wyniosła 8,825 Mt, a w przeliczeniu na mieszkańca 1,782 t i w przeliczeniu na 1000 dolarów PKB 113 kg.

## Społeczeństwo

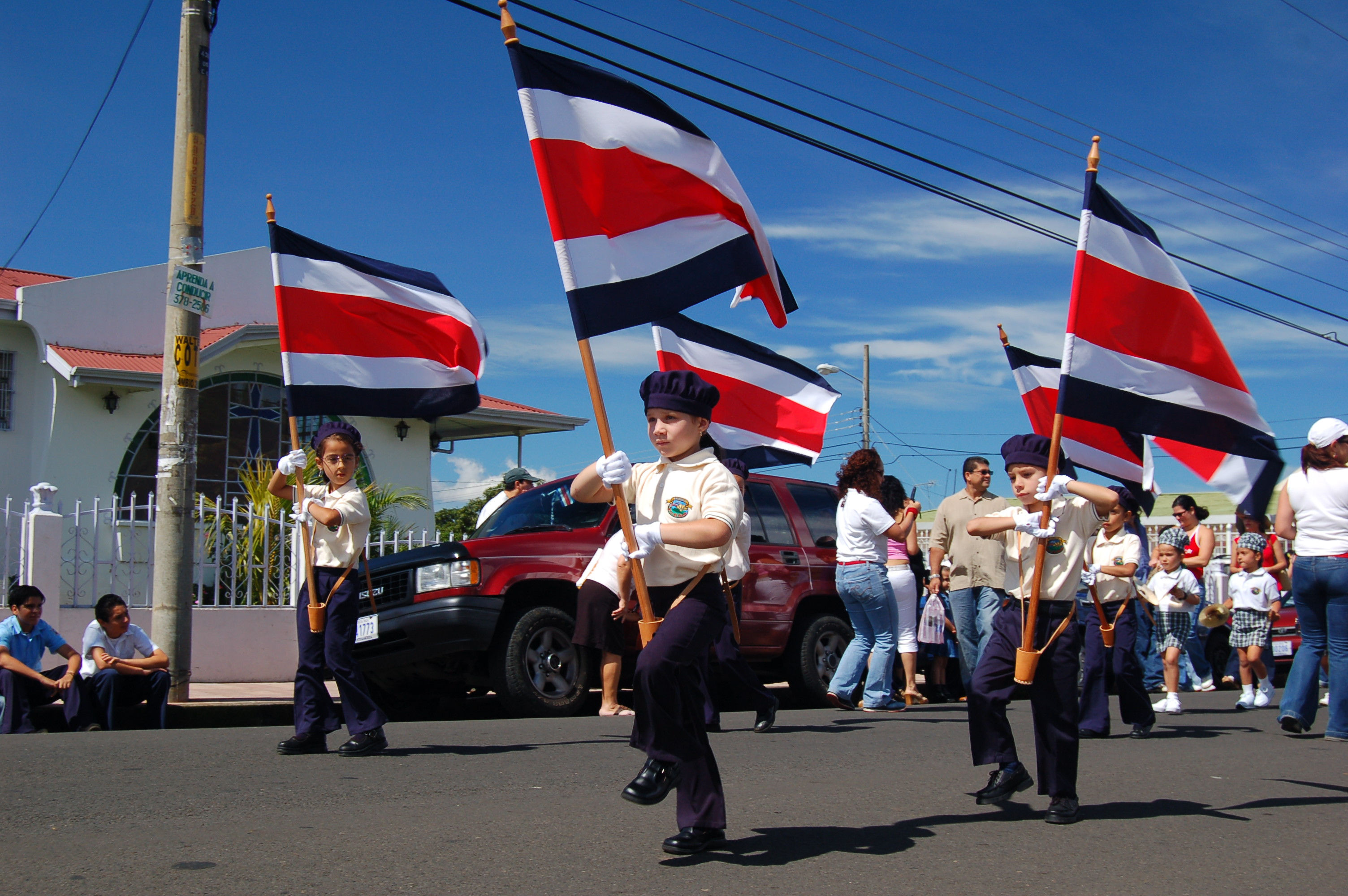
Dzieci z kostarykańskimi flagami podczas dnia niepodległości

Około 83,6% ludności stanowi Biali i Metysi, 6,7% stanowią Mulaci, 2,4% ludność rodzima, a Czarni lub osoby pochodzenia Afrykańskiego 1,1% populacji. W inny sposób swoją etniczność deklarowało 6,4% mieszkańców.

### Języki
Podstawowym językiem używanym w Kostaryce jest hiszpański, który posiada specyficzne cechy właściwe dla tego kraju, jest to forma języka środkowoamerykańskiego. Kostaryka jest krajem zróżnicowanym językowo i domem dla co najmniej pięciu żywych lokalnych języków tubylczych, którymi posługują się potomkowie ludów prekolumbijskich: Maléku, Cabécar, Bribri, Guaymí i Buglere.
Spośród języków rodzimych, używanych nadal, głównie w rezerwatach tubylczych, największe znaczenie pod względem liczbowym mają języki Bribri, Maléku, Cabécar i Ngäbere; niektóre z nich mają w Kostaryce kilka tysięcy użytkowników, inne zaś kilkaset. Niektóre języki, takie jak Teribe i Boruca, mają mniej niż tysiąc użytkowników. Język Buglere i blisko spokrewniony z nim język Guaymí są używane przez część mieszkańców południowo-wschodniego Puntarenas.
Język kreolsko-angielski, jamajski patois (znany również jako Mekatelyu), to oparty na języku angielskim język kreolski, którym posługują się imigranci afrokaraibscy, którzy osiedlili się przede wszystkim w prowincji Limón wzdłuż wybrzeża Karaibów.
Około 10,7% dorosłej populacji Kostaryki (18 lub więcej lat) mówi również po angielsku, 0,7% po francusku, a 0,3% po portugalsku lub niemiecku (jako drugi język).

### Religie
- katolicyzm – 66,7%
- protestantyzm – 22,7% (głównie: zielonoświątkowcy)
- brak religii – 7,9%
- mormoni – 1%
- tradycyjne religie plemienne – 0,8%
- Świadkowie Jehowy – 0,6%

Źródło: Pew Forum, 2010; Prolades, 2010; LDS, 2012; jw.org, 2020.